# Univers de One Piece
 (février 2022).
Si vous disposez d'ouvrages ou d'articles de référence ou si vous connaissez des sites web de qualité traitant du thème abordé ici, merci de compléter l'article en donnant les références utiles à sa vérifiabilité et en les liant à la section « Notes et références ».
 (février 2022).
- Si vous ne connaissez pas le sujet, laissez ce bandeau (vous pouvez alors contacter les auteurs).
- Si vous supprimez le contenu mis en cause (vous pouvez préalablement contacter les auteurs),

argumentez précisément cette suppression dans la page de discussion
(un manque de référence n'est pas un argument ; une recherche réelle de référence doit avoir été effectuée, être formellement documentée).
One Piece est un manga et un anime se déroulant dans un monde empreint de piraterie. S'étalant sur plusieurs centaines de chapitres, il présente un univers relativement varié, tant du point de vue géographique et historique que politique. Cette œuvre met aussi en scène de nombreux éléments fantastiques, qu'il s'agisse des pouvoirs des personnages ou des divers objets rencontrés.

## Géographie

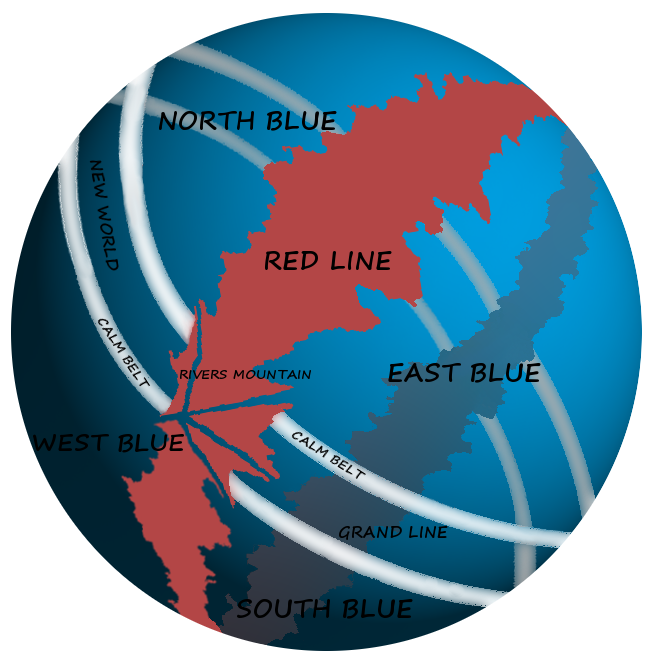
Le monde de One Piece.

Le monde de One Piece est divisé en cinq océans, deux mers et ne contient, comme terres émergées, que des îles réparties dans les cinq océans et une chaîne de montagne faisant le tour du globe : 
Les cinq océans du monde de One Piece ont pour noms East Blue, West Blue, North Blue, South Blue et Grand Line. Les quatre premiers océans se situent de part et d'autre de Red Line et de Grand Line, et portent les noms des points cardinaux correspondant à leur position sur le globe. Le cinquième océan, Grand Line, fait le tour du globe perpendiculairement à Red Line et est divisé en deux parties, Grand Line, aussi surnommée le Paradis, et le Nouveau Monde (Shin Sekai en japonais). 
Les deux mers, nommées chacune Calm Belt, sont situées parallèlement à Grand Line, de chaque côté de l'océan. Ce sont des zones où il est impossible de naviguer à cause de l'absence de courants et de vents d'où leur nom de Calm Belt), et de la présence de monstres marins. 
Red Line est l'étendue terrestre la plus importante du monde de One Piece, qui fait le tour du globe perpendiculairement à Grand Line, séparant ainsi North Blue de East Blue et West Blue de South Blue. 
Les océans sont donc séparés par des zones infranchissables, sauf à un point précis de Red Line nommé Reverse Mountain, où des courants puissants permettent de rejoindre Grand Line depuis chacun des quatre autres océans. 

## Situation politique et historique

### Histoire
Avant l'Âge d'or de la Piraterie, seules quelques dates sont évoquées. La première est la plantation de l'Arbre de la connaissance sur l'île d'Ohara 5 000 ans avant les événements racontés dans l’œuvre. La fondation du royaume d'Alabasta et la construction du palais royal datent de 4000 ans. La "cité d'or" de Shandora à Jaya a quant à elle été construite il y a 1100 ans. 1000 ans avant le début de l'intrigue, la tribu des Minks commence à vivre sur l’île-éléphant Zo. Une querelle éclate entre la tribu des Long-bras et la tribu des Long-jambes, querelle qui se poursuit encore aujourd'hui.
L’histoire de One Piece telle qu’on la connaît[Qui ?] commence réellement avec le « Siècle perdu », c’est-à-dire un siècle d'histoire entièrement effacé, sur lequel les personnages de l'œuvre ne savent que très peu de choses. Le seul élément expliqué dans le manga est que ce siècle coïncide avec l’apparition du Gouvernement Mondial, entre 800 et 900 ans avant le début de l'histoire. Or, ce dernier interdit toute recherche concernant ce siècle car il constituerait une période que le Gouvernement Mondial doit garder secrète, pour protéger ses propres intérêts, pour une raison encore inconnue. Il punit très sévèrement quiconque ne respecte pas cette loi.  Mystérieusement, il semblerait que la véritable Histoire ait été écrite sur les Ponéglyphes, sortes de grandes stèles de pierre gravées en une langue ancienne, que seul le personnage de Nico Robin peut lire. Le but de cette dernière est d’ailleurs de lire tous les Poneglyphes afin d’expliquer ce Siècle perdu, et plus particulièrement de trouver le « Rio Ponéglyphe »(aussi appelé "l'histoire des âges perdus"), qui serait le plus important de ces fragments d'Histoire.
Le Siècle perdu commence il y a 900 ans avec l'existence d'un royaume légendaire, découvert par les archéologues d'Ohara. Ce serait un royaume antique, très puissant avec une civilisation avancée et florissante, qui régnait sur tous les océans de la planète. Ce pays oublié constituait une nation extraordinaire à l'origine de nombreux mystères répartis dans le monde. Les plus importants d'entre eux sont le fait que cette civilisation ait été impliquée dans la construction d'armes de destruction massives, les Armes Antiques, et de stèles indestructibles, les Ponéglyphes (avec la contribution du clan Kozuki du Pays des Wa). Sur la même période était fait, sur l’île des Hommes-poissons, un serment qui décidait de la construction de l'arche Noah pour un « rôle futur » entre un humain (nommé Joy Boy) et la Princesse sirène de l'époque. Les ancêtres des nains Tontatta s'installent à Dressrosa après avoir quitté leur pays d’origine en quête de ressources, où ils subirent une période sombre de leur histoire sous le règne de souverains (les Donquijote, ancêtres de Doflamingo, antagoniste de l'arc Dressrosa), une ère d'esclavage et d'oppression. 
Plus tard, une grande guerre à l'échelle mondiale signe la fin du Siècle oublié. Un groupe de puissants ennemis se rassemblent, originaires de différentes nations qui forment une coalition de Vingt Royaumes (dont les descendants deviendront les Dragons Célestes, à l'exception de la famille Nefertari du royaume d'Alabasta, qui décide de rester avec les humains), et détruisent le royaume légendaire, mettant un point final à son règne. Sachant qu'il allait perdre la guerre face à l'ennemi, le peuple du royaume antique disparaît dans des circonstances mystérieuses en laissant des traces de leur existence sur les Ponéglyphes pour les générations futures, afin qu'un jour une découverte lève les zones d'ombre de leur extinction. Ce royaume fut si puissant que son existence et ses secrets représentent une grande menace pour le monde; sa résurgence étant l'une des plus grandes peurs du Gouvernement mondial. Le nom exact de cette nation et les raisons de sa destruction sont encore inconnues à ce jour.
Il y a 800 ans, la cité de Shandora à Jaya est également attaquée, mais défendue par les ancêtres des Shandias. Elle est malgré tout dévastée par un mystérieux envahisseur (« ceux qui cherchent les Ponéglyphes »), provoquant l'effondrement de cette civilisation et achevant ainsi cette période de l'histoire. 
Les Vingt Royaumes fondent alors une organisation politique qui donnera naissance au Gouvernement mondial et au Conseil des rois. La loi interdisant l'étude de tous les vestiges du Royaume disparu provoque l'oubli de son existence pour le monde entier : un voile de cent ans dans l'existence de l'Histoire mondiale est ainsi jeté. 
Bien plus récemment, il y a 25 ans, un pirate nommé Gol D. Roger fut le premier à traverser Grand Line de part en part : il devint, de ce fait, le Seigneur des Pirates. En mourant, il amorce, avec une déclaration publique sur le lieu de son exécution, la grande ère de la piraterie, qui contrebalancera largement le pouvoir et l'influence qu'exercait le Gouvernement Mondial.

### Les Trois Pouvoirs
L'équilibre du monde de One Piece est maintenu par 3 Groupes. Ces figures du pouvoir maintiennent un ordre à la fois politique et armé qui assure la stabilité des 5 mers. Les Trois puissances sont représentés par la Marine, les Sept Grands Corsaires et les Quatre Empereurs des mers.

### Le Gouvernement Mondial et la Marine
Organisation politique fictive composée de la majorité des nations du monde, dans One Piece. À la tête du Gouvernement Mondial se trouve une institution de cinq personnes, des sages nommés « Conseil des cinq doyens », qui a toute autorité, bien qu’intervenant peu dans le manga.

### Hiérarchie des Pirates
Dans le manga, on retrouve différents titres donnés à des pirates.
On trouve au sommet de la piraterie les Quatre Empereurs (Yonko) qui règnent sans partage sur la seconde partie de Grand Line (à savoir : Monkey D. Luffy, Shanks le Roux, Baggy le Clown et Barbe Noire qui remplaceront  Barbe Blanche,Kaido et Big Mom ainsi que les Grands corsaires (Shichibukai) qui ont passé un pacte avec le Gouvernement mondial sur la première partie de Grand Line. 

Après la guerre au Sommet, en une année, le Nouveau Monde a connu de profonds changements. La "Guerre des représailles" a été une escarmouche entre le reste des pirates de Barbe blanche (commandés par Marco) opposés aux pirates de Barbe Noire qui malgré tout, subirent une défaite écrasante et durent battre en retraite, disparaissant ainsi de la circulation. À la suite de cela, le poste d'Empereur des mers laissé vacant à la suite du décès de Barbe Blanche a été repris par Barbe Noire, qui a également profité de sa victoire pour prendre le contrôle de l'ensemble de son territoire, mis à part l'île des Hommes-Poissons, annexée par Big Mom. Des années auparavant, Kaido et l'équipage des cent bêtes ont envahi pour occuper le Pays des Wa avec l’aide du shogun Orochi, en exécutant le seigneur de la région de Kuri, Kozuki Oden et sa femme. L'arrivée des Supernovas, assoiffées de conquêtes et la venue massive des nouveaux pirates faisant route pour trouver le One Piece et tenter de renverser les Empereurs des mers mettent Grand Line sens dessus dessous. Baggy et Law sont devenus des nouveaux Grands Corsaires, tandis que Hancock, Mihawk, Kuma et Doflamingo ont conservé leurs titres.
Après l'ellipse de deux ans, l'arrivée massive de nouveaux pirates se poursuit encore grossissant leurs rangs dans le Nouveau Monde. Les onze Supernovas et Barbe Noire sont surnommés la « Génération terrible », car née entre deux ères. Chaque fois que l'un de ces pirates provoque un incident majeur, de nombreux autres pirates impliqués sont anéantis ; leurs actions sont redoutées car au cumul, ils semblent être capables de modifier l'ordre établi et l'avenir du monde. Chez les Quatre Empereurs, Barbe Noire et Kaido ont à la fois gagné en influence et en force avec le moyen d'amasser les pouvoirs de fruits du démon avec des méthodes peu orthodoxes pour chacun de leurs équipages. Le cas de Kaido qui forma une alliance avec César et Doflamingo pour la création de Smiles.

### Les différentes espèces
One Piece met en scène différentes races fantastiques dont les humains mais aussi, telles que les géants, les hommes-poissons, les sirènes, les nains, les anges des îles célestes, les long-bras, les long-jambes, les minks, les reptiliens ainsi que les trois-yeux. Outre cela, il existe un grand nombre de personnages qui semblent tout droit sortis de l’esprit de l'auteur avec un aspect étrange, tel que des humains et géants cornus (ex: Gecko Moria, Magellan, Hannyabal ou Odz) ou encore les humains de forme animal (ex:les singes Masira et Shojo). Lors de passages sur Thriller Bark et Impel Down, une large variété d'espèces fantasmagoriques est mise en scène, allant des zombies aux basilics en passant par des cerbères. Enfin, sur Punk Hazard, d'autres espèces fantasques sont représentés comme les dragons, les harpies, les yétis, les satyres et les centaures.

### La Communauté de l'Ombre (la Pègre)
La Communauté de l'Ombre est un ensemble de territoires situé dans le Nouveau Monde gouvernés par les criminels les plus puissants grâce à un grand nombre d'hommes (des courtiers de l'Ombre, des assassins, des kidnappeurs en tout genre) sous leur commandement formant une organisation secrète semblable à une énorme mafia. La pègre qui règne est un système qui traite leurs affaires dans la contrebande et des actions dans l'ombre avec des clients d'influence (des pirates ou des royaumes belliqueux) et qui échappe au contrôle du Gouvernement mondial. Les Empereurs de la pègre sont les véritables dirigeants de cette organisation, les plus puissants et les plus importants dans leurs activités spécifiques. Ces personnes se nomment Du Feld (Dieu de la fortune), Stussy (Princesse du quartier des plaisirs et membre du CP-AIGIS 0), Drug Peclo (le Croque mort), Morgans (le Président du World Economie News), Giberson (Géant de l’industrie du stockage) et Umit (Roi de la Navigation). 
De nombreuses personnes impliquées sont des individus parmi les plus puissants au monde: les Quatre Empereurs (Kaido, Big Mom), les Grands Corsaires (Doflamingo, Crocodile et Baggy le clown), les Supernovas (Law, Kidd, Killer et Bege), des mercenaires (les Germa, Suleiman, Kelly et Bobby Funk), des trafiquants (Jigra), des pays belliqueux (Royaume de Grocador), d'anciens soldats de la Marine (César Clown, Aokiji, Vergo et Rossinante) et même des membres du Gouvernement (Dragons Célestes, Cipher Pol) grâce à des intermédiaires (Disco, Carmel) dans l'achat d'armes, d'esclaves, d'orphelins, de drogues, de fruits du démon, d'organes et d'autres marchandises rares ou illégales. 
La personne la plus influente dans cette organisation est Doflamingo connu aussi sous le nom de code « Joker ». Par la suite de l'histoire, la chute du Grand Corsaire aura eu un impact négatif sur les pirates, les courtiers et les royaumes qui ont eu affaire avec lui.

## Économie, science et coutumes
Le niveau technologique du monde de One Piece est celui de la fin du XVIIe mais c'est un monde rempli d'anachronismes ainsi les bateaux à voiles côtoient des motos.
L'aspect désorganisé et déconnecté du monde de One Piece provient des conditions géographiques peu propice aux échanges : Le continent de Redline, en plus de couper le monde en 5 océans indépendants et quasiment imperméables, est responsable de nombreux troubles météorologiques et magnétiques, renforçant l'autarcie des différentes îles et régions du monde.
La monnaie officielle utilisée sur tous les océans du globe est le « berry ». Le système économique est cependant suffisamment robuste pour pouvoir convertir des richesses en Berry – comme feront Luffy et son équipage à Water Seven. On peut cependant noter qu'une autre monnaie a cours sur les îles célestes, nommée « extols » (1 berry valant 10 000 extols) .
Ceci mis à part, l'économie n'est que fort peu développée dans One Piece. Les principales activités montrées sont d'ailleurs la construction navale, dont Water Seven est la capitale, abritant les compagnies les plus réputées comme la Galley-la Compagnie, ainsi que les jeux de hasard au casino de Rain Base (à Alabasta).
Le domaine scientifique est tout aussi disparate dans son développement. Une des premières sciences décrites dans One Piece est la médecine, dont le Royaume de Drum possède un échantillon des plus brillants spécialistes. Le docteur Hogback, un des plus grands médecins du monde, a mis au point une méthode de restauration des corps qui, couplée au pouvoir de Gecko Moria, permet de ramener des gens à la vie – ou plus exactement de créer des zombies, mais ces zombies craignent le sel. Vegapunk, un scientifique de la Marine, possède un savoir de recherche technologique de 500 ans d'avance sur l'humanité entière.  D'autres sciences sont aussi pratiquées à travers le monde de One Piece, comme l'archéologie (île d'Ohara), la météorologie ou encore la géographie (Weatheria).

## Pouvoirs, techniques de combat et fruits du démon
La plupart des puissants combattants utilisent les fruits du démon, qui sont très rares et précieux : en effet, ces derniers donnent à la personne qui les mange un pouvoir surhumain, mais lui font perdre la faculté de nager.

## Objets notables

### LeOne Piece
Il s’agit du trésor du Seigneur des Pirates, Gol D. Roger, que ce dernier aurait laissé au bout de Grand Line (sur l'île de Laugh Tale) selon les rumeurs. C'est aussi le but de tout pirate qui s’aventure sur Grand Line ; il symbolise d’ailleurs le début de l’ère de la piraterie.

### Les Ponéglyphes
Les Ponéglyphes sont des stèles historiques dispersées dans le monde. Il en existe 30 en tout, dont 9 stèles révélant des informations sur le siècle oublié et 4 stèles qui donnent l'emplacement de Laugh Tale. Elles ont été créées par une ancienne nation, qui n'existe plus et elles sont rédigées dans une langue ancienne, que seule Nico Robin est capable de déchiffrer.

### Armes Antiques
Pluton : il s'agit d'un navire de guerre doté d'une puissance de feu qui anéantirait une île d'un seul coup. Il fut construit à Water Seven il y a bien longtemps. Les charpentiers qui l'ont construit furent si terrifiés par sa puissance qu'ils décidèrent de transmettre les plans du navire de génération en génération comme contre-mesure au cas où le Pluton menacerait le monde. Franky était en possession des plans de cette arme, après Iceburg et leur maître Tom, avant de les brûler à Enies Lobby sous les yeux des membres du CP9. On découvre également que Pluton est à la base une arme destinée à se défendre des attaques d'une autre arme antique.
Poséidon : cette arme est en réalité le titre que porte la sirène qui possède le don d'appeler et de contrôler les Rois des Mers : des monstres marins de taille colossale. Un pouvoir redoutable car rien ou presque ne peut résister aux Rois des Mers. Nous apprenons par la suite que seulement deux sirènes le possèdent : 800 ans avant l'histoire principale une autre Princesse Sirène possédait ce pouvoir et actuellement, l'arme antique Poséidon est la princesse Shirahoshi. Son pouvoir éveillé lui permet aussi de communiquer avec ses créatures avec cette capacité héritée de son ancêtre.
Uranus : la dernière Arme Antique mentionnée par le roi Neptune pendant une conversation entre lui et Nico Robin. Sa description est encore inconnue.

### Les navires et le transport

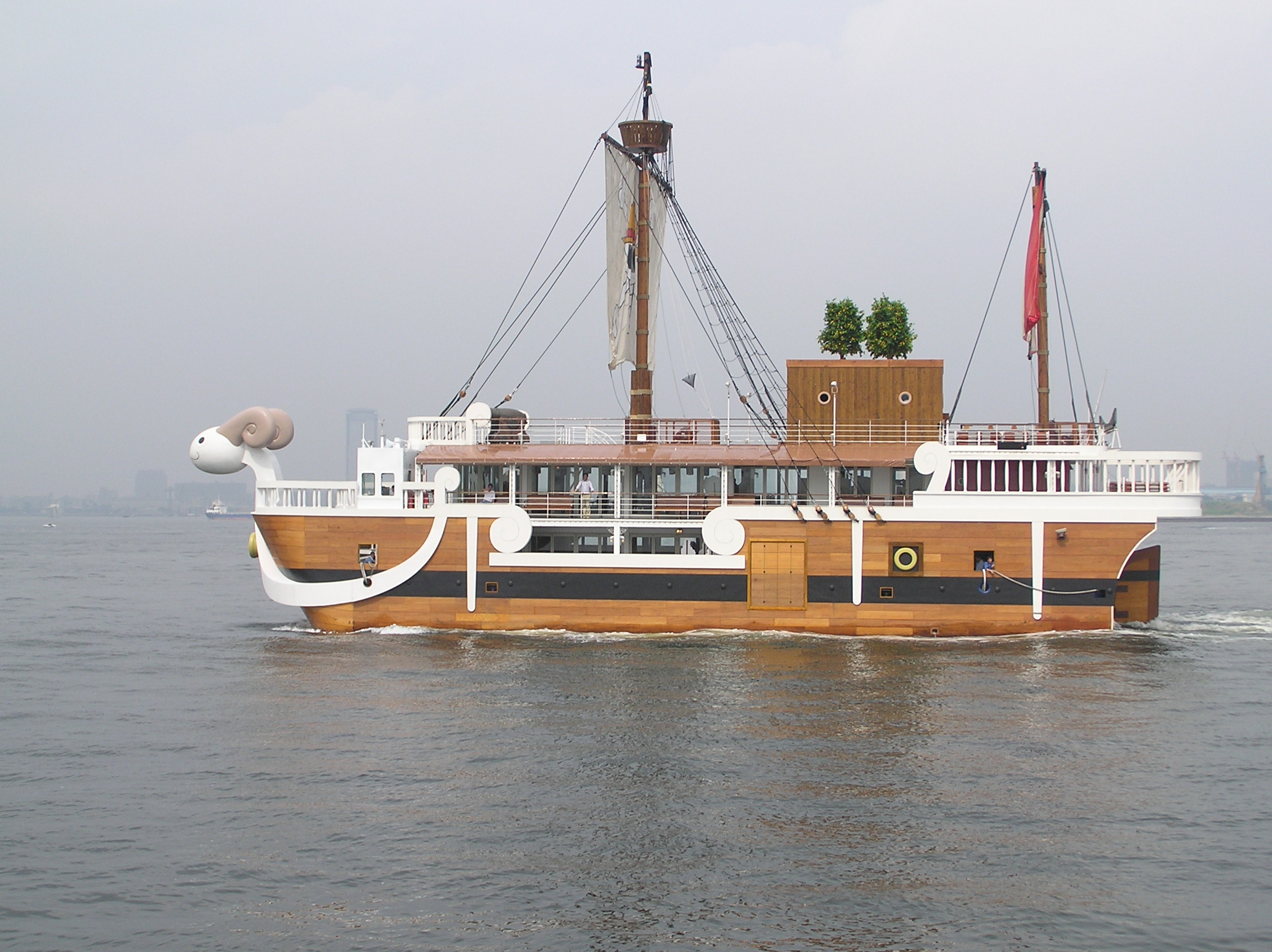
Reproduction grandeur nature du Vogue Merry.

Alliés quasi intrinsèques des pirates, certains navires ont acquis une popularité ou une importance notable. On peut notamment citer les deux bateaux de Luffy – le Vogue Merry et le Thousand Sunny, ainsi que le bateau du Seigneur des Pirates, l’Oro Jackson, construit par Tom sur Water Seven.
Il existe plusieurs autres moyens de transports. Les habitants des îles célestes utilisent une sorte de scooter des mers nommé « waver », qui permet de circuler sur la mer de nuages grâce à sa propulsion utilisant des « Dials ». Du côté technologique, le train aquatique, le Puffing Tom, force le respect : en effet, il est capable de rouler sur la mer grâce à ses rails flottants et permet de relier plusieurs villes de Grand Line (dont Water Seven et Enies Lobby) sans avoir besoin de Log Pose. Son inventeur est Tom, le maître de Franky. Le plus étrange étant le transport d'Aokiji, un simple vélo avec lequel il roule sur l'eau qu'il gèle grâce à son pouvoir (fruit du démon de type logia).

### LeLog Pose

Un Log Pose.

Le magnétisme particulier des îles de Grand Line oblige quiconque veut y naviguer à utiliser un Log Pose, seul moyen de s’y repérer. Il en existe deux sortes : les Log Pose classiques et les Eternal Pose. Les Log Pose fonctionnent comme des balises sur un chemin de randonnée : ils permettent d’aller d’île en île suivant un parcours bien défini (mais inconnu de l’utilisateur). En arrivant sur une île, il faut attendre un certain temps (pouvant aller de quelques minutes à plusieurs années) avant qu’il ne se « recharge » ; il peut alors pointer vers la prochaine île du périple. En revanche, les Eternal Pose sont particuliers en ce qu’ils pointent toujours vers une seule et même île, quoi qu’il arrive. Ils ne permettent donc pas vraiment d’explorer Grand Line, mais plutôt de retrouver une île bien particulière. L'utilisation d'une combinaison de trois Log Pose est dédiée à la traversée du nouveau monde afin de faire son choix dans la route à suivre, les trois Logs Pose pointant vers trois îles différentes. En effet, plus l'aiguille oscille, plus l'île associée est dangereuse.

### L’escargophone
Cet objet (appelé Den Den Mushi en japonais) est un escargot, à l'origine sauvage, sur la coquille duquel est fixé un système de communication. L'escargophone remplace en fait le téléphone tel que nous le connaissons. Très utilisé dans l'univers de One Piece, il permet à plusieurs personnes de communiquer même sur de longues distances. Tout comme il existe différentes espèces d'escargots, il existe différentes sortes d'escargophone :
- le mini escargophone : plus petit, il tient dans la main et est donc plus portable qu'un escargophone normal.
- l'escargophone doré et l'escargophone argenté : reliés l'un à l'autre, une fois le bouton d'appel enfoncé sur l'escargophone doré, l'escargophone argenté transmet l'appel et déclenche un « Buster Call »[10].
- l'escargophone noir : capable d'intercepter les communications des autres escargophones, il est généralement utilisé par la Marine pour capter des communications entre pirates, et sa petite taille permet de le porter au poignet.
- l'escargophone blanc : à l'inverse du noir, cet escargophone émet des ondes brouillant les systèmes d'écoute.
- l'escargophone de surveillance : très utilisé à Impel Down, il intègre une caméra et permet de retransmettre des images grâce à un escargophone de projection.
- l'escarméra : c'est un escargophone doté d'un système de transmission et de diffusion d'images. On peut en voir sur l'archipel de Sabaody ou sur Punk Hazard.

L'escargophone a également la particularité de reproduire la voix et l'expression faciale de son interlocuteur.

### Carte de vie ou Vivre Card
Appelée aussi « feuille de vie », c'est un petit morceau de papier qui a la faculté de résister à l'eau et au feu. Cet objet existe uniquement dans Le Nouveau Monde. Selon Laura, ce bout de papier se fabrique à partir d'un morceau d'ongle incorporé dans un mélange spécial. La coutume est de dédier cette feuille à l'un de ses proches lorsqu'il part pour un long voyage : elle reste ainsi connectée avec la personne en question et permet même de la retrouver à l'autre bout du monde. La feuille, étant reliée à son propriétaire, peut aussi brûler petit à petit s'il est en danger de mort.

### Les «Dials»
Les « dials » sont des coquillages que l’on peut trouver sur les îles célestes et qui offrent quelques propriétés intéressantes. Au départ, les dials (« cadrans ») étaient envisagés comme outils de la vie de tous les jours, mais très vite, les peuples ont appris à les utiliser comme armes.

### Les Armes
Les fruits du démon occupent une place bien plus importante que les armes, mais les armes peuvent parfois manger des fruits du démon. Le manga en donne deux exemples : l'épée-éléphant (Funkfreed dans le livre 42) de Spandam et le bazooka-basset (Lassou) de M. 4.
Certaines armes, parmi la profusion existante, tiennent une place relativement importante.

#### Épées
Dans One Piece, les épées sont classifiées en différents types : les pirates et les soldats de la Marine utilisent majoritairement les sabres d'abordage, des épées longues et des katanas.  Des pirates (Trafalgar Law ou Shiliew) utilisent des nodachis.

#### Les armes d'hast
Au cours de l'histoire, on remarque que pirates, soldats de la Marine et différents personnages utilisent ce genre d'arme blanche : lance, hallebardes, tridents, masses, etc. On trouve aussi le bâton de combat. Certains de ceux-ci sont particuliers : le bâton d'Ener est un bo composé d'or et grâce au pouvoir de la foudre, il peut le transformer en trident ;  la Baguette Climatique est un type de bo fabriquée par Usopp pour Nami : elle permet de manipuler les effets climatiques en jouant sur les courants d’air froid ou chaud. Par la suite, Usopp augmente considérablement sa puissance grâce aux dials : le Perfect Climat Tact . Le Perfect Climat Tact est ensuite amélioré par Nami et le Pr Haredas pour évoluer en Sorcery Climat Tact, utilisant la technologie des weather-balls, des plantes composées d'une sphère qui produit des effets météorologiques.

#### Armes à feu
Il y a surtout des pistolets à silex, des fusils mousquets et des tromblons. On trouve aussi des mitrailleuses, des lance-roquettes ou bazookas, des canons d'artillerie, etc.

#### Kabuto
C’est un lance-pierre géant qu'Usopp s’est confectionné grâce aux dials. Mais c’est surtout dans les effets des projectiles qu'Usopp invente que réside son efficacité au combat.

#### Les Pop Greens
Le pop green est une nouvelle arme qu'Usopp a acquis au cours des deux ans passés sur l'île de Boyn, où il a été envoyé en compagnie de Héracles. Les graines de ces plantes agressives poussent à une vitesse accélérée et produisent des moyens offensifs, défensifs ou utilitaires.